# 7718 Десно
7718 Десно (7718 Desnoux) — астероїд головного поясу, відкритий 10 березня 1997 року.
Тіссеранів параметр щодо Юпітера — 3,195.